# مديرية وشحة

تعديل مصدري - تعديل

مديرية وشحة إحدى مديريات محافظة حجة في اليمن. بلغ عدد سكانها 62617 نسمة عام 2004. تضم ثلاث عزل.

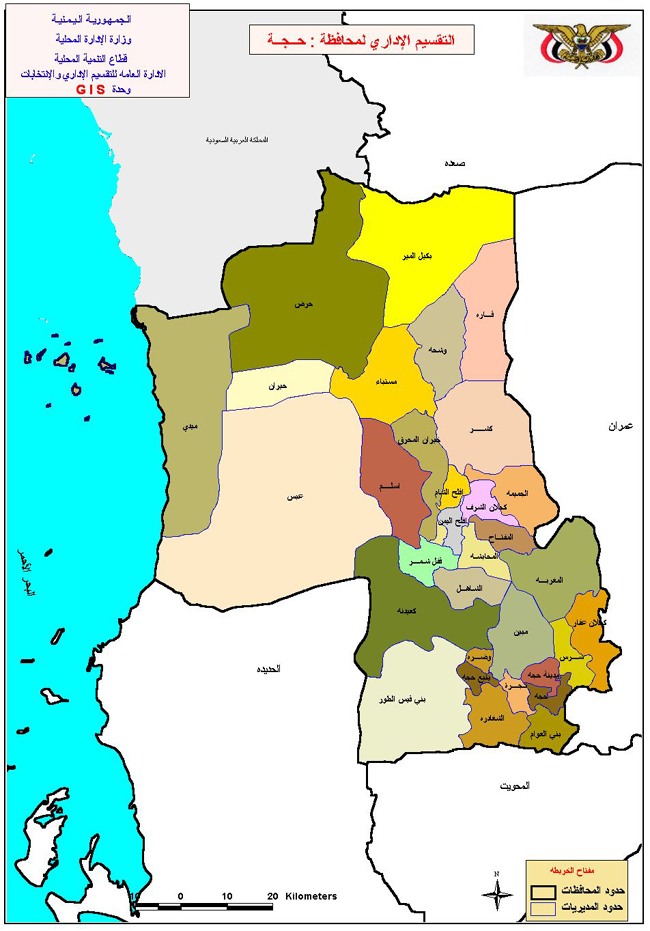
موقع مديرية وشحة في محافظة حجة